# Синарский (Свердловская область)
Сина́рский — посёлок в Каменском районе Свердловской области России, на границе с Челябинской областью. Входит в Каменский муниципальный округ.
Ранее входил в состав Окуловского сельсовета Каменского района.

## География
Посёлок Синарский расположен в 26 километрах (по автодорогам в 33 километрах) к югу от города Каменска-Уральского, на левом берегу реки Синары (правого притока Исети), в одном километре ниже устья левого притока — реки Багаряк. К северо-востоку от посёлка расположены путевой пост Синарский и остановочный пункт Новый Быт железнодорожной ветки Каменск-Уральский — Челябинск.

## История
В окрестностях посёлка, на реке Синаре, были выработаны известняковые карьеры. В устье реки Багаряк располагались железные рудники, которые разрабатывались с конца XIX века.
В 1916 году селение относилось к Пироговской волости. В 1928 году на железнодорожной станции Багаряк было поселение входившее в Окуловский сельсовет Каменского района Шадринского округа Уральской области. 22 ноября 1966 года посёлок нефтебазы переименован в посёлок Синарский.

## Население
| 2002 | 2010 | 2021 |
| ---- | ---- | ---- |
| 124  | ↘89  | ↘48  |

В 1926 году в поселении при железнодорожной станции Багаряк было 3 двора с населением 9 человек.
Структура
По данным переписи населения 2002 года, русские составляли 67 % от общего числа жителей посёлка Синарского, татары — 32 %. По данным переписи 2010 года, в посёлке проживали 49 мужчин и 40 женщин.